# Heinrich Hofmann (konstnär)
Heinrich Johann Michael Ferdinand Hofmann, född 19 mars 1824 i Darmstadt, död 23 juni 1911 i Dresden, var en tysk konstnär. Han var farbror till Ludwig von Hofmann.
Hofmann utbildades i Düsseldorf, utförde porträtt och historiemålningar med religiösa motiv, vilka i reproduktion fick stor spridning.